# 小行星4477
小行星4477（英語：4477）是一颗围绕太阳公转的小行星。1983年9月28日，Bulgarian National Observatory在斯莫梁发现了此天体。
这颗小行星的绝对星等为127.06000等。